# Jardín Botánico de Karslruhe

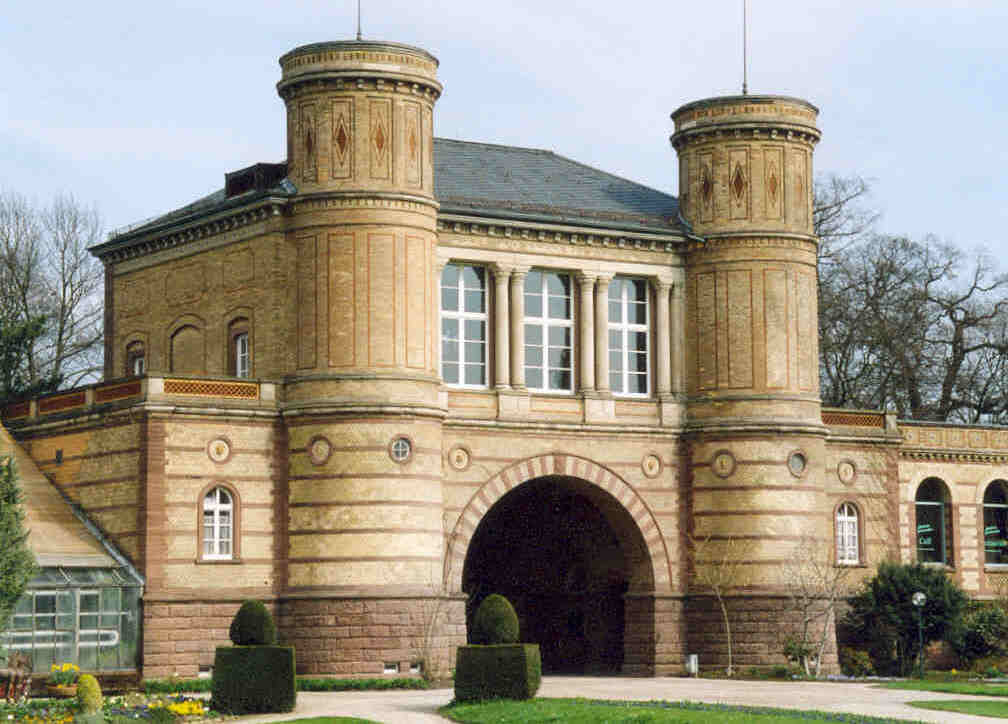
Entrada del jardín botánico.

El Jardín Botánico de Karlsruhe (en alemán: Botanischer Garten Karlsruhe) es un jardín botánico municipal de la ciudad de Karlsruhe Alemania.

## Localización
Se ubica junto a los jardines del castillo Schlossgarten at Hans-Thoma-Straße 6, Karlsruhe, Baden-Württemberg, Deutschland-Alemania. 49°0′47.52″N 8°24′0.72″E / 49.0132000, 8.4002000
Está abierto todos los días, excepto los lunes; se cobra una tarifa de entrada. Este jardín botánico no debe de confundirse con el Jardín Botánico de la Universidad de Karlsruhe administrado por la Universidad de Karlsruhe.

## Historia
El jardín fue establecido por el Margrave Carlos Guillermo de Baden-Durlach, (1679-1738) y diseñado por Carl Christian Gmelin. Entre 1853 y 1857 fueron creadas tres casas de plantas por el arquitecto Heinrich Hübsch. Los edificios fueron seriamente dañados o destruidos durante la Segunda Guerra Mundial, pero han sido reconstruidos siguiendo el plan de : la casa de las Camelias y las Flores, reconstruida en 1952 para las exhibiciones de cactus y suculentas; la casa de la palmera reconstruida entre 1955 y 1956; la casa tropical, restaurada en la década de 1950. 
En los terrenos del jardín se encuentran varios especímenes de árboles raros plantados en el siglo XIX.